# Província d'Alt Katanga
La província de l'Alt Katanga (province de Haut-Katanga) és una divisió administrativa de la república Democràtica del Congo, establerta el 2015 d'acord amb el que es preveu en la constitució de 2005. Es troba al sud-est del país, a la frontera amb Zàmbia. La capital és Lubumbashi. La població (cens de 2006) era de 3.960.945 habitants. La superfície és de 132 425 km². Està formada principalment per l'antic districte d'Alt Katanga, amb els següents territoris (subdivisions):
- Kambove
- Kasenga
- Kipushi
- Mutshatsha
- Mitwaba
- Pweto
- Sakania

En les eleccions del 2016 fou elegit governador